# Michelbuch (gemeindefreies Gebiet)
Michelbuch ist ein gemeindefreies Gebiet im Landkreis Bergstraße in Hessen und steht mit der Gemeindekennzahl 06 4 31 200 gleichrangig neben den Kommunen des Landkreises. Michelbuch ist ein unbewohntes Waldgebiet.

## Geographische Lage
Das gemeindefreie Gebiet Michelbuch liegt in der südlichen Exklave des Landkreises Bergstraße im Odenwald nördlich des Neckars und umfasst die gleichnamige Gemarkung (Gmk.-Nr. 63031) mit einer Fläche von 484 Hektar, von der 482 Hektar als Waldfläche genutzt werden. Im Klafterwald an der nordöstlichen Grenze erreicht die Gemarkung eine Höhe von 468 Metern. Das einzige Wohngebäude der Gemarkung ist das Forsthaus Michelbuch. Im Süden der Waldgemarkung stand auf einem Bergsporn über dem Neckartal die frühere Burg Hundheim.
Michelbuch grenzt im Norden und Osten an die Stadt Hirschhorn (Neckar), im Süden und Westen an die Neckarsteinacher Stadtteile Neckarhausen, Darsberg und Grein.

## Status
Michelbuch besteht aus einem Waldgebiet der Evangelischen Stiftung Pflege Schönau in Heidelberg, deren Vermögen der Evangelischen Landeskirche in Baden gewidmet ist.
In einem Staatsvertrag zwischen den früheren Großherzogtümern Baden und Hessen vom 11. Mai 1903 (Großherzoglich Hessisches Regierungsblatt 1904 S. 410) hat sich das Großherzogtum Hessen verpflichtet, die vormals badische Enklave Michelbuch als „abgesonderte (selbständige) Gemarkung“ bestehen zu lassen.